# 道の駅あらかわ
道の駅あらかわ（みちのえき あらかわ）は、埼玉県秩父市にある国道140号の道の駅である。沿線の案内看板には農園村役場という愛称が併記されている。
1993年（平成5年）4月22日に道の駅に登録された。以前は道の駅荒川村という名称であったが、2005年（平成17年）4月1日の秩父郡荒川村が秩父市の一部となったことに伴い、その1年後の2006年（平成18年）4月1日に現在の名称に変更となった。

## 施設
- 駐車場（普通車50台、大型車5台）
- トイレ（男13、女15、身体障害者用2）
- 公衆電話
- 農園村役場（8:30 - 17:00、12月 - 2月は9:00 - 16:00）
  - 農産物直売所
  - 休憩コーナー
- 広場

## アクセス

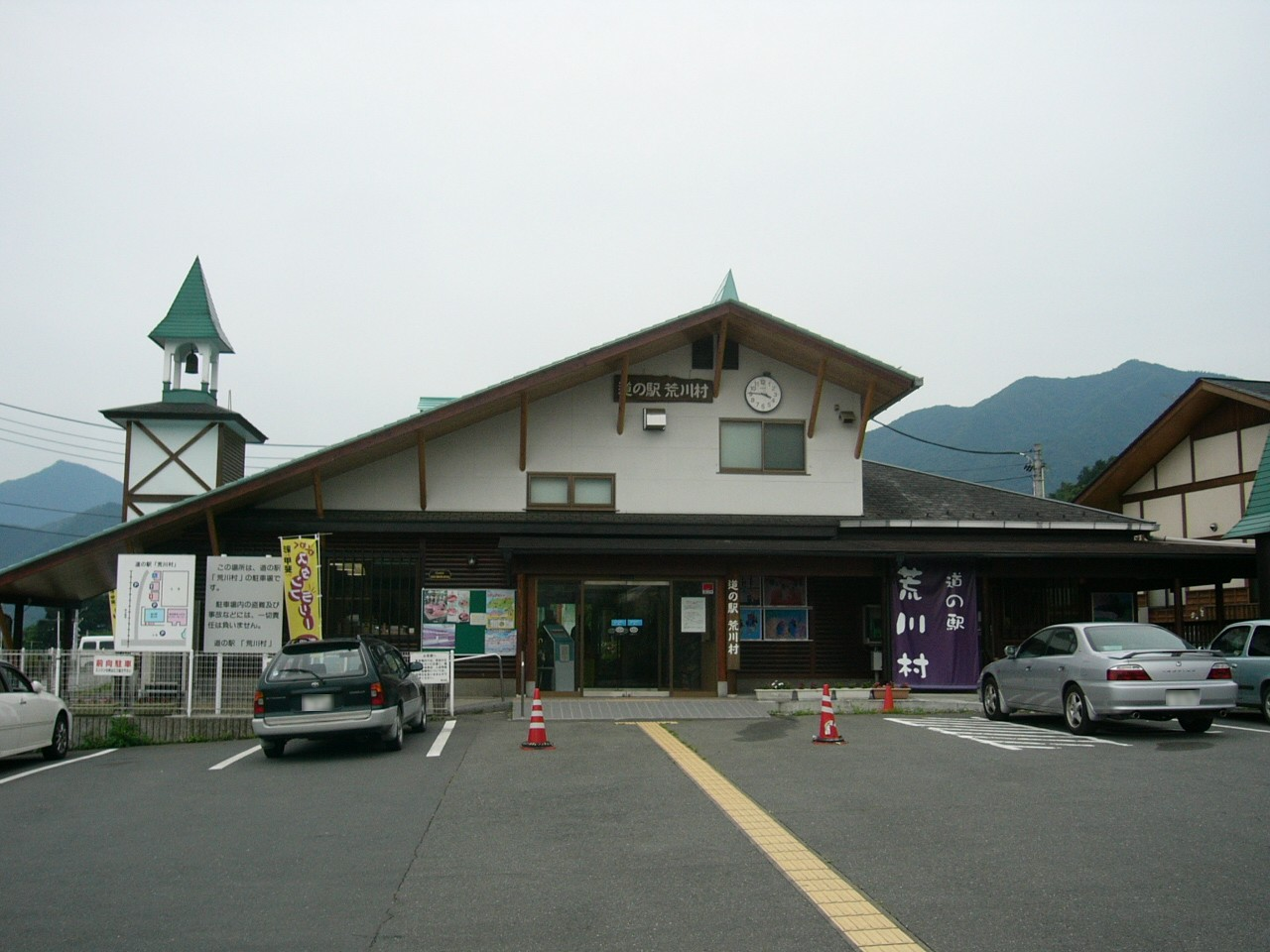
名称変更前の駅舎

秩父鉄道の踏切を越えた先に道の駅がある。
- 国道140号
  - 埼玉県道43号皆野荒川線
  - 埼玉県道72号秩父荒川線
  - 秩父鉄道武州日野駅

## 周辺
- 三峯神社※秩父三社
- 秩父往還道※日本の道100選
- 日野温泉
- 白久温泉
- 秩父三十四箇所